# Guinea Ecuatorial en los Juegos Olímpicos de Sídney 2000
Guinea Ecuatorial estuvo representada en los Juegos Olímpicos de Sídney 2000 por cuatro deportistas, dos hombres y dos mujeres, que compitieron en dos deportes.
El portador de la bandera en la ceremonia de apertura fue el nadador Éric Moussambani. El equipo olímpico ecuatoguineano no obtuvo ninguna medalla en estos Juegos.